# Hiroshima
Hiroshima (/⁠çiɺoɕima⁠/, Ausspracheⓘ, dt. „weiträumige Insel“; im Deutschen auch Hiroschima; jap. 広島市 Hiroshima-shi, deutsch ‚[kreisfreie] Stadt Hiroshima‘, englisch Hiroshima City/City of Hiroshima) ist eine Hafenstadt im Südwesten der japanischen Hauptinsel Honshū mit einigen vorgelagerten Inseln und der Verwaltungssitz der gleichnamigen Präfektur Hiroshima (Hiroshima-ken).
Weltweite Bekanntheit erlangte Hiroshima als Ziel des ersten kriegerischen Kernwaffeneinsatzes am 6. August 1945.

## Geschichte

### Anfänge bis zur Meiji-Restauration

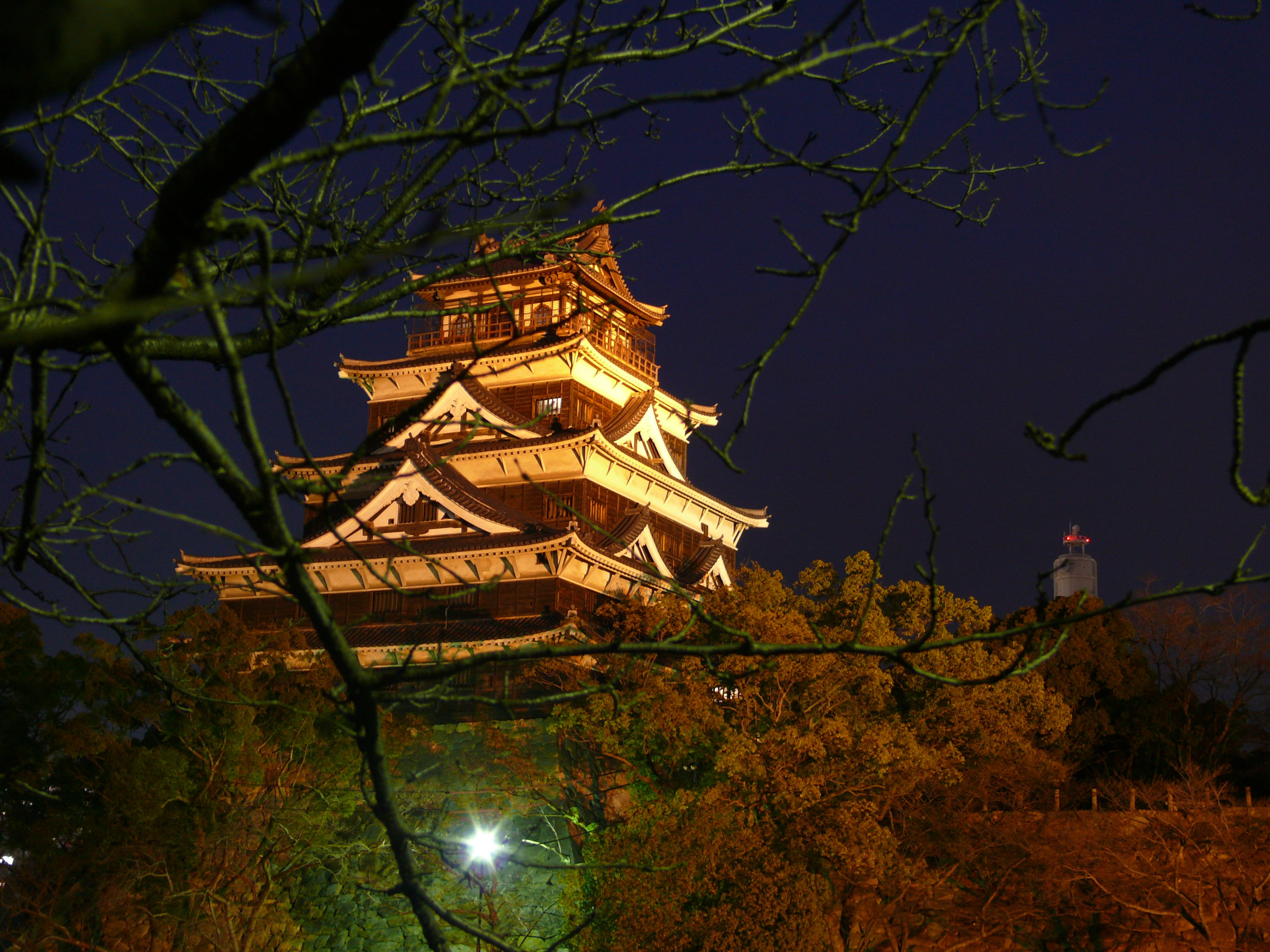
Die ursprünglich zwischen 1592 und 1599 erbaute Burg wurde 1945 vollkommen zerstört und 1958 neu aufgebaut

Im 13. Jahrhundert errichteten die Aki-Takeda flussaufwärts oberhalb der späteren Stadt Hiroshima (auf dem heute Takeda-yama genannten Berg im heutigen Stadtbezirk Asaminami) eine Burg, die Kanayama-Burg (Kanayama-jō), nach dem Standort im damaligen Landkreis Satō (Satō-gun, später Numata-gun) auch Satō-Kanayama-jō (佐東銀山城) genannt. Sie blieb bis ins 16. Jahrhundert die Hauptburg der Aki-Takeda, als die Mōri die Herrschaft über die Region übernahmen.
Die eigentliche Stadt Hiroshima wuchs um eine Burg im Flussdelta (genannt die „Karpfenburg“) der Mōri aus dem späten 16. Jahrhundert. Die Mōri, die bis dahin weite Teile der Region Chūgoku kontrolliert hatten und zu den mächtigsten Familien der Sengoku-Zeit zählten, gehörten zu den Verlierern der Schlacht von Sekigahara und herrschten fortan von Hagi „nur“ noch über Chōshū im heutigen Yamaguchi. Unter den Tokugawa erhielten die Asano 1619 das Fürstentum Hiroshima. Die Asano bauten die Stadt aus und regierten bis zur Meiji-Restauration.

### 19. Jahrhundert bis zum Zweiten Weltkrieg

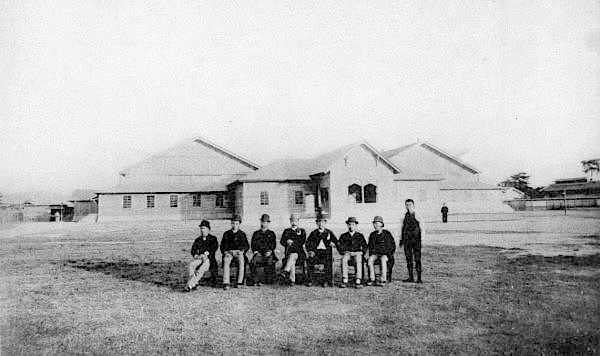
Das temporäre Reichstagsgebäude in Hiroshima 1894

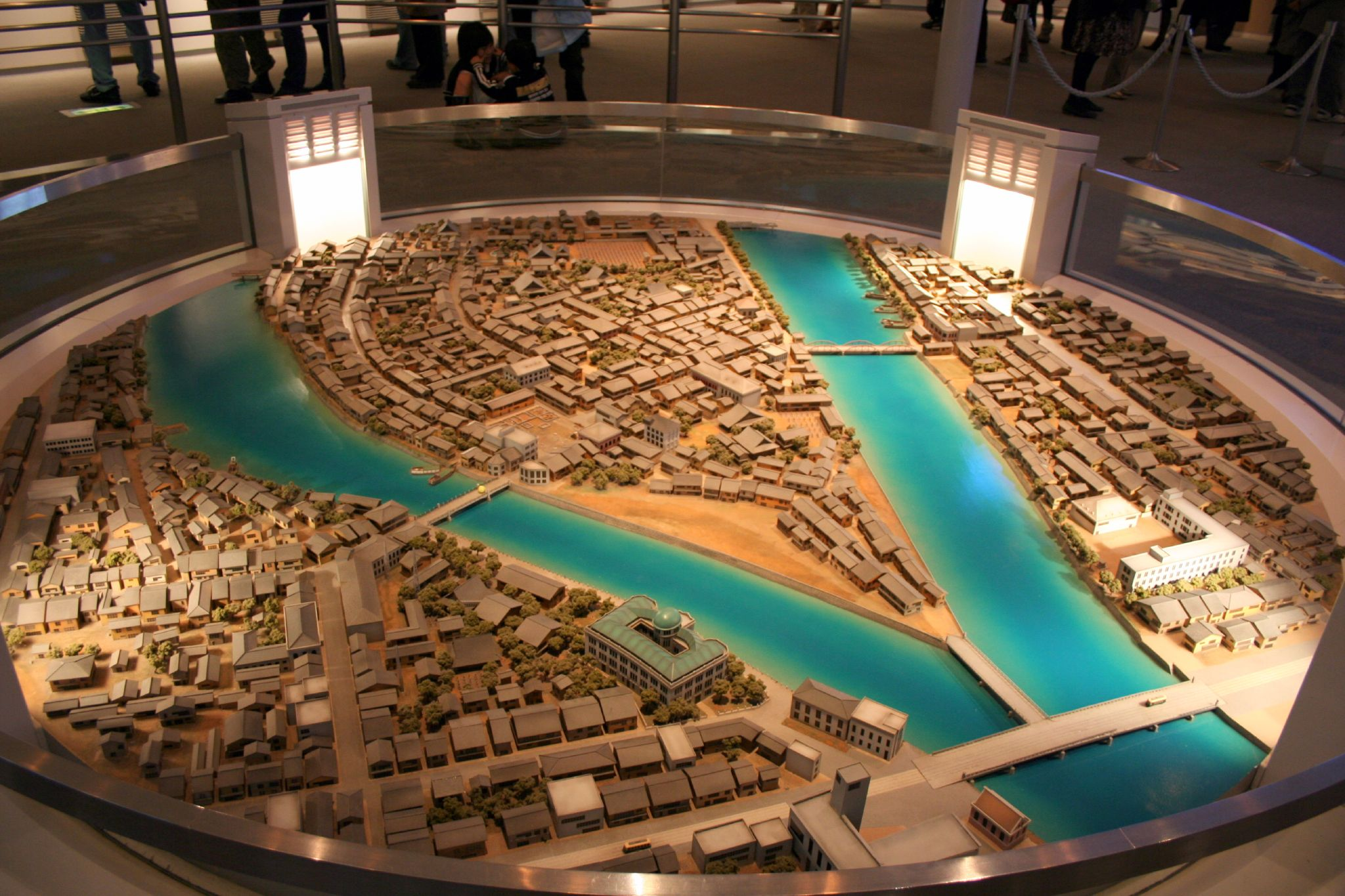
Modell von Hiroshima vor der Zerstörung am 6. August 1945

Die Stadt war vor der Meiji-Restauration Teil der Landkreise Numata (沼田, historisch auch Nuta gelesen) und Aki der Provinz Aki – die antiken Provinzen und Landkreise hatten ihre Verwaltungsfunktion zwar seit dem Mittelalter in großen Teilen verloren, dienten aber nach wie vor als geographische Einteilung des Landes. Beide Landkreise wurden in der Restauration Teil der Präfektur (-ken) Hiroshima. In der nicht nachhaltigen, an das Melderecht geknüpften Verwaltungsgliederung der Präfekturen von 1871 bildete die Umgebung der Burg den „großen Bezirk Nr. 1“ der Präfektur Hiroshima (広島県第一大区, Hiroshima-ken daiichi daiku). Bei der Reaktivierung und Neuordnung der Landkreise durch die Meiji-Regierung 1878 wurde an dessen Stelle der aus den Landkreisen herausgelöste „Bezirk“/Stadtkreis (-ku) Hiroshima eingerichtet. Aus diesem entstand bei der Einführung der preußisch inspirierten Gemeindeordnungen 1889 die heutige Hiroshima-shi mit damals 83.387 Einwohnern.
Der Ausbau des Hafens 1889 und der Anschluss an die 1894 fertiggestellte Sanyō-Eisenbahnlinie zwischen Kōbe und Shimonoseki führten zu einem weiteren Aufschwung der Stadt.
Während des Ersten Japanisch-Chinesischen Krieges (1894–1895) war die Stadt Standort des kaiserlichen Hauptquartiers – und für eine Sitzungsperiode auch Tagungsort des Reichstags – und wurde in der Folgezeit zu einem militärischen Zentrum des Kaiserreichs Japan. Bis zum Zweiten Weltkrieg gewann Hiroshima zunehmend an Bedeutung und war mit 245.000 Einwohnern die siebtgrößte Stadt des Landes.

### US-amerikanischer Atombombenabwurf am 6. August 1945

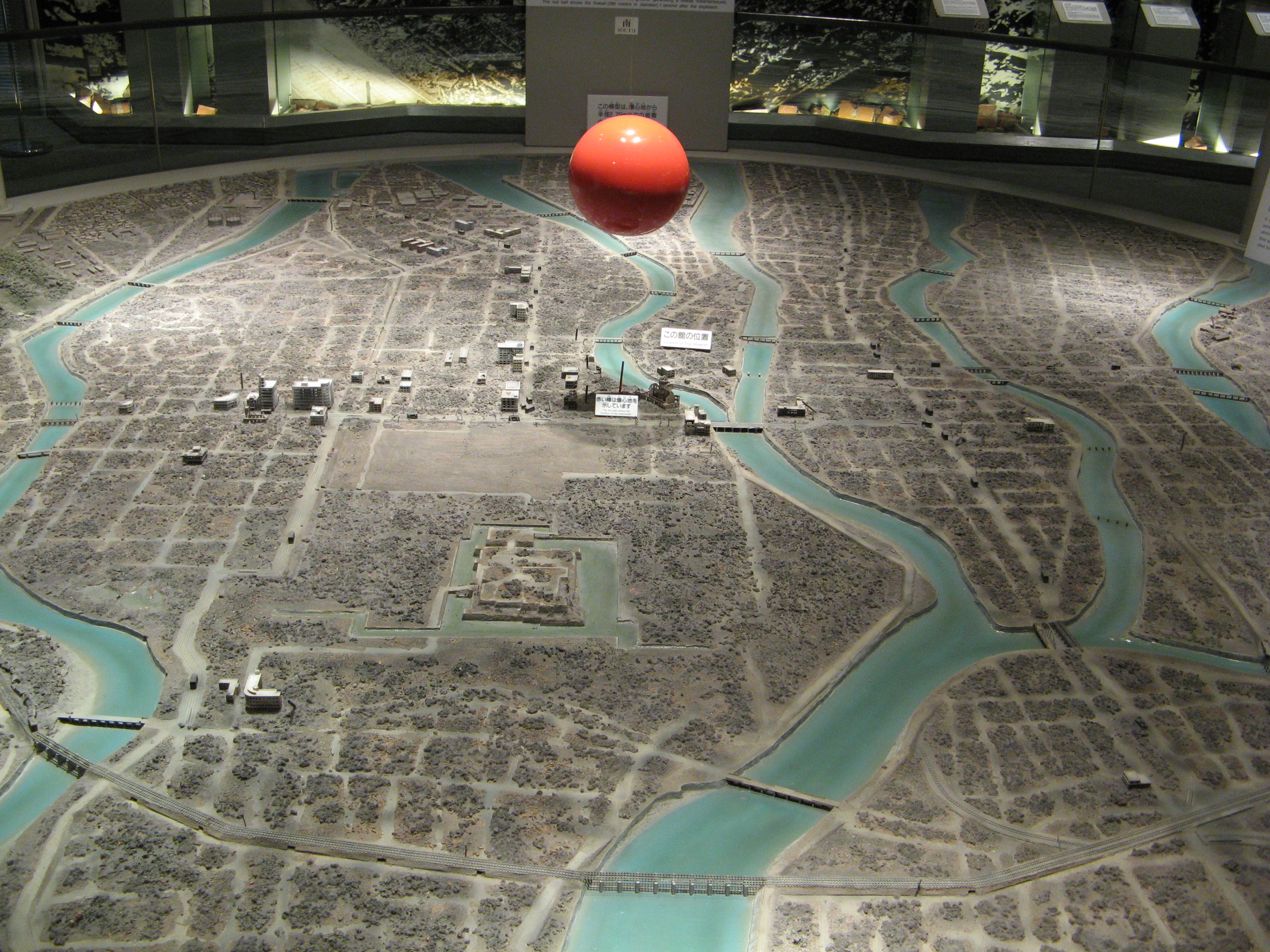
Modell von Hiroshima mit gekennzeichnetem Zentrum der Atombombenexplosion

Auf die Metropole wurde am Morgen des 6. August 1945 aus dem B-29 Bomber Enola Gay der USAAF die Atombombe Little Boy abgeworfen. Die Explosion in ca. 600 Meter Höhe zerstörte um 8:16 Uhr Ortszeit ungefähr 90 % der bis dahin weitgehend unbeschädigten Stadt. Insgesamt wurden 70.000 der 76.000 Häuser zerstört oder schwer beschädigt. Bei diesem ersten Einsatz einer Kernwaffe in einem Krieg wurden etwa 70.000 Personen sofort getötet. Insgesamt starben bis Ende 1945 schätzungsweise 140.000 Menschen. Die noch lebenden Opfer des Angriffs werden in Japan als „Hibakusha“ bezeichnet und leiden an den Folgen der Verstrahlung bis heute.

### Vom Wiederaufbau bis heute

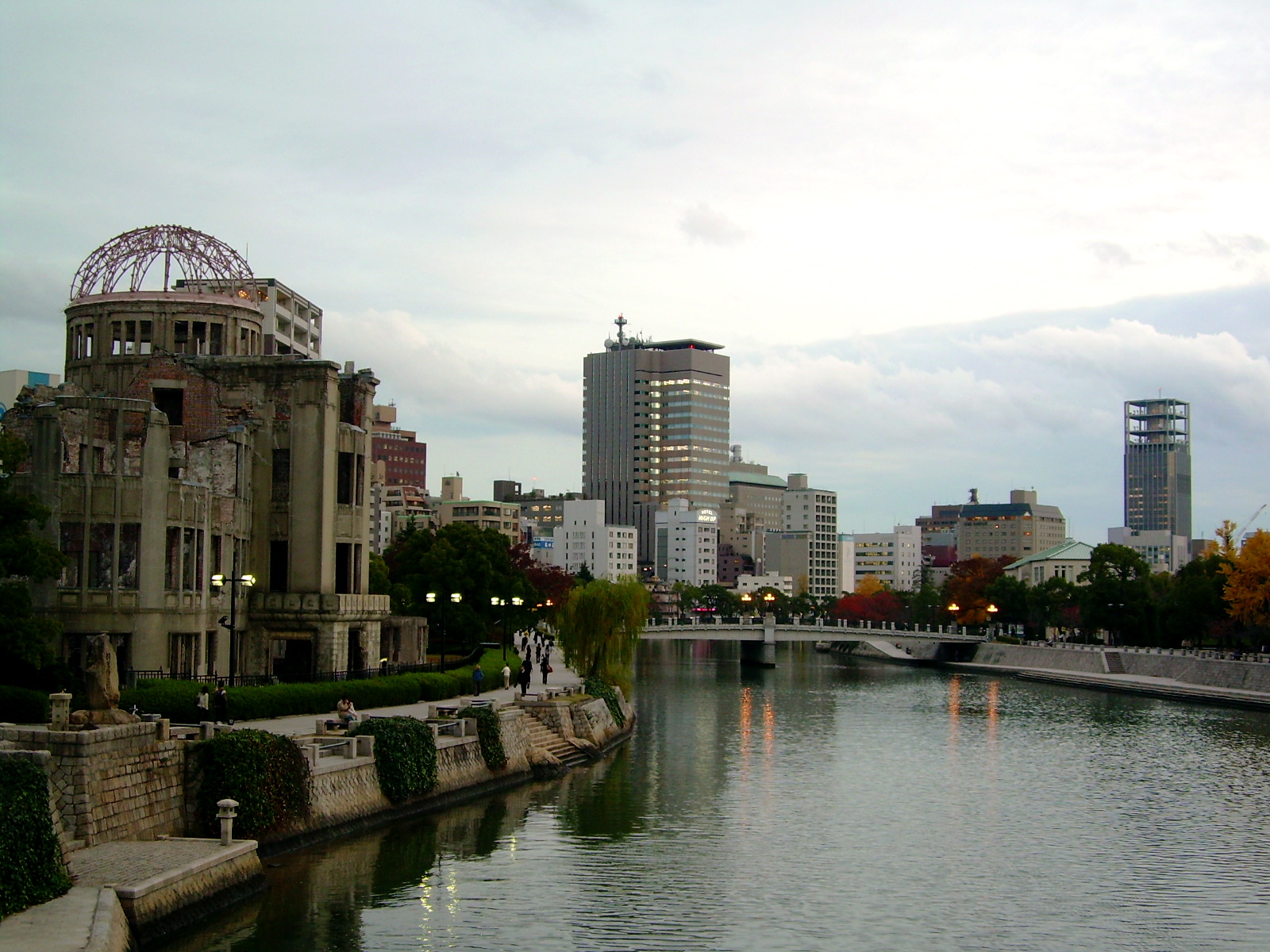
Friedensdenkmal im modernen Hiroshima

Nach dem Wiederaufbau ab 1949 entwickelte sich Hiroshima zu einem wichtigen Industriestandort und steht heute mit über 1,1 Millionen Einwohnern auf Platz 11 der größten Städte Japans.
Da „Little Boy“ einige hundert Meter über der Stadt explodierte, wurden eventuelle Schäden durch radioaktiven Niederschlag gering gehalten; die meisten Strahlenschäden wirkten sich nur unmittelbar bei der Explosion aus. Die Strahlenbelastung ist heute nicht über dem Niveau der gewöhnlichen Hintergrundstrahlung durch natürliche Radioaktivität und somit nicht höher als in anderen Gebieten der Erde.
In den 1950ern („Große Shōwa-Gebietsreform“, Shōwa no daigappei) wurde die Stadt um mehrere Gemeinden aus den Kreisen Aki und Saeki vergrößert. 1958 überschritt die Einwohnerzahl den Vorkriegsstand und erreichte 1964 500.000. Im Wirtschaftswunder wurden weitere umfangreiche Eingemeindungen von umliegenden Gemeinden geplant, die eine großräumige Stadtplanung für die schnell wachsende Stadt ermöglichen sollten. In den 1970er Jahren wurden schließlich der gesamte Landkreis Asa sowie Teile weiterer Landkreise in mehreren Schritten eingemeindet. 1980 wurde Hiroshima von der Regierung zur Großstadt (seirei shitei toshi) ernannt und in Stadtbezirke (ku) eingeteilt. Sie war die zehnte seirei-shi im ganzen Land. Durch zwei weitere Eingemeindungen aus dem Landkreis Saeki 1985 und 2005 entstand der Stadtbezirk Saeki.

## Politik und Verwaltung
- KPJ: 6
- Shimin rengō・Shimin no koe („Bürgerbund, Stimme der Bürger“; mit SDP): 8
- Hiroshima Ishin no Kai: 3
- Kōmeitō: 8
- Ein-Mitglied-Fraktionen (darunter LDP): 5
- Shinsei club („Klub [für] neue Politik“; mit LDP): 6
- Hiroshima Seifūkai (清風会; mit LDP): 4
- Jiyūminshutō・shimin club („Liberaldemokratische Partei, [Stadt-]Bürgerklub“): 14

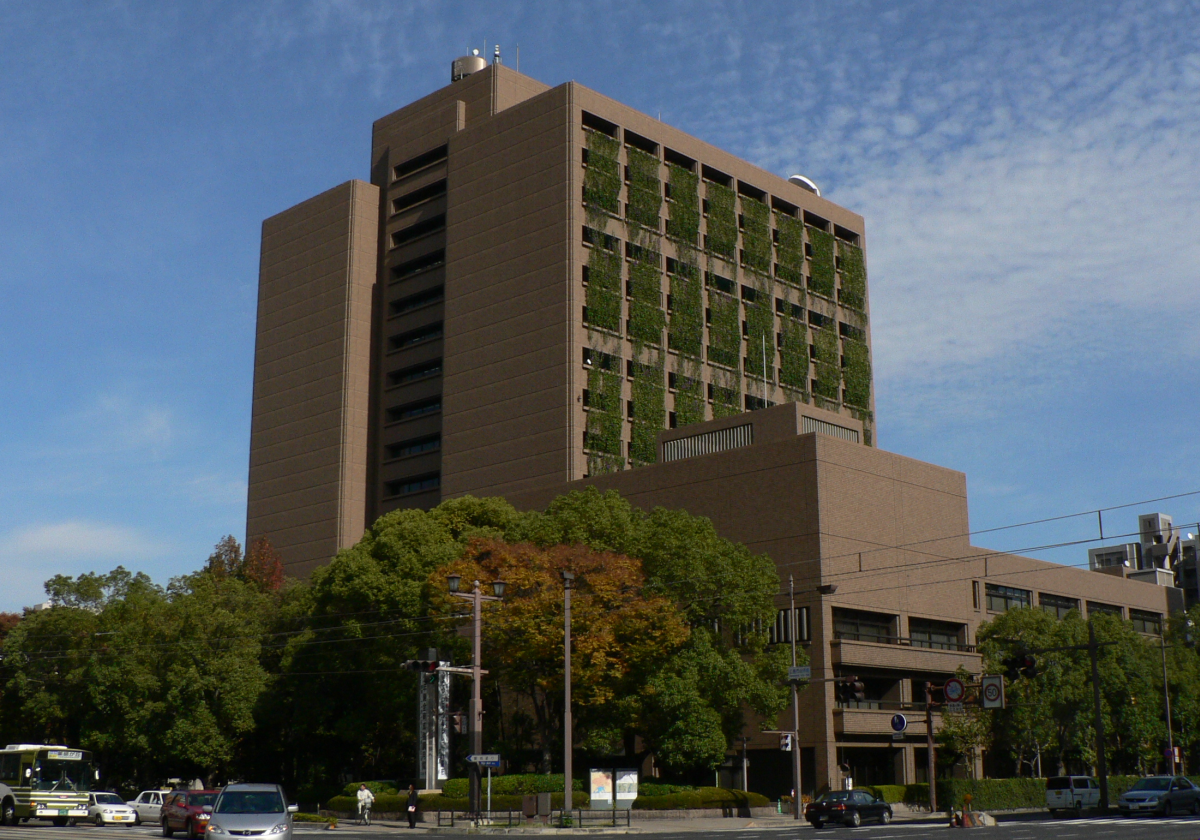
Die Stadtverwaltung von Hiroshima (Hiroshima-shiyakusho) in Kokutaijimachi im Bezirk Mitte

Bürgermeister von Hiroshima (Hiroshima-shichō) ist seit 2011 Kazumi Matsui, ein ehemaliger Beamter des Gesundheits- und Sozialministeriums. Er wurde bei den einheitlichen Regionalwahlen 2023 mit Unterstützung von LDP und Kōmeitō mit 80 % der Stimmen gegen zwei Kandidaten für eine vierte Amtszeit wiedergewählt.
Ebenfalls bei den einheitlichen Wahlen wurde das Stadtparlament von Hiroshima (Hiroshima-shigikai) gewählt, das regulär 54 Mitglieder aus acht mit den Stadtbezirken identischen Wahlkreisen hat: zehn aus dem Bezirk Asa-Süd, neun aus dem Bezirk West, sieben aus Asa-Nord, je sechs aus den Bezirken Mitte, Ost, Süd und Saeki und vier aus dem Bezirk Aki. 2023 blieb die LDP mit 17 Sitzen stärkste Partei.
2003 war Hiroshima die erste „Großstadt per Regierungserlass“ Japans, die Ausländern die Teilnahme an kommunalen Volksabstimmungen erlaubte. Stimmberechtigt sind Ausländer über 18 Jahren, die seit mindestens drei Monaten in der Stadt registriert sind.

### Stadtgliederung

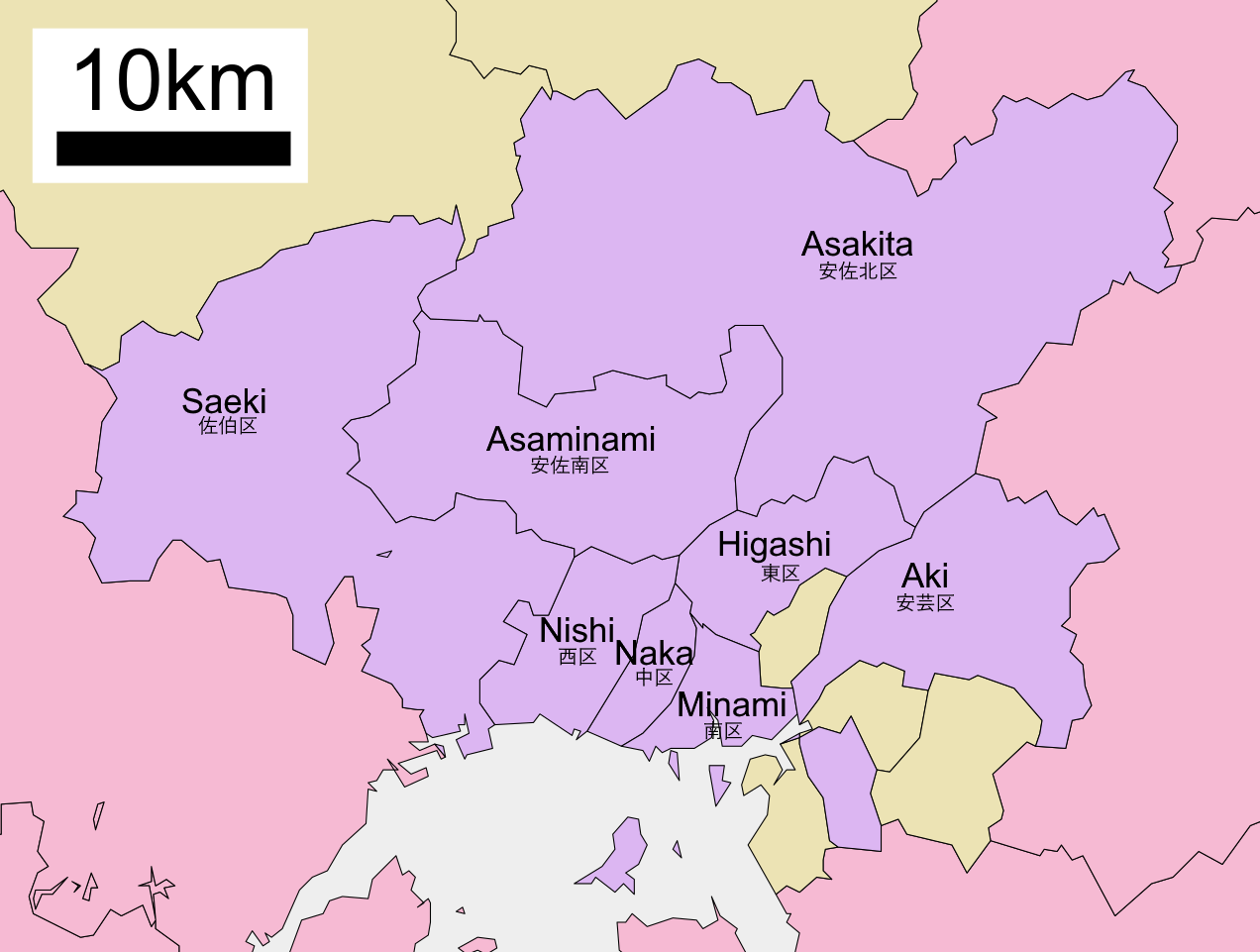
Die acht Stadtbezirke; im Südosten wird der Bezirk Aki durch den Landkreis Aki in zwei nicht zusammenhängende Teile geteilt und umgekehrt der Landkreis durch die Stadt in drei.

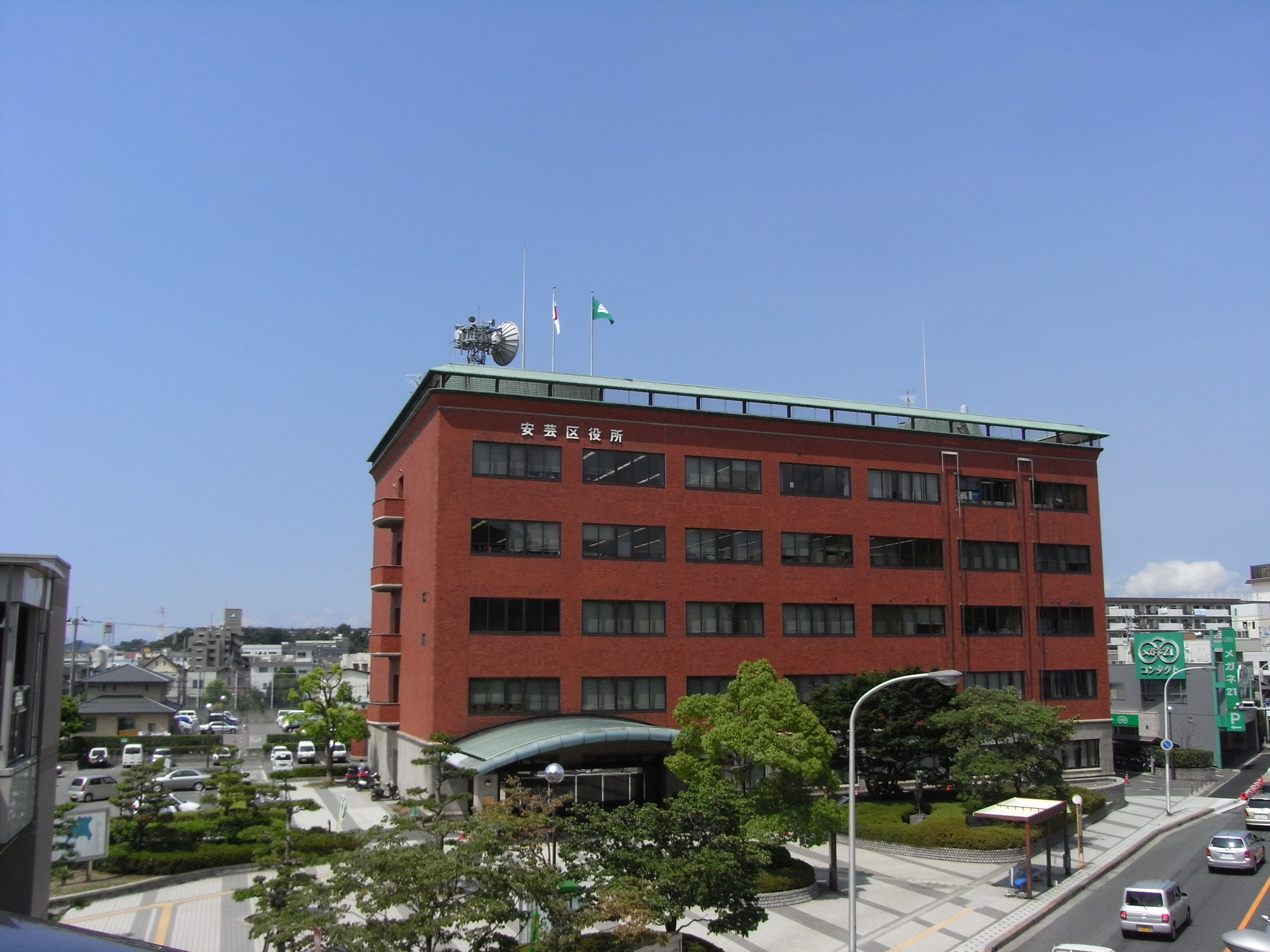
Die Bezirksverwaltung von Aki

Als „Großstadt per Regierungserlass“ (seirei shitei toshi) gliedert sich die Stadt Hiroshima seit 1980 in zunächst sieben, seit 1985 acht Bezirke:

| Code mit Prüfziffer | Name                              | Name     | Fläche (in km²) | Bevölkerung     | Bevölkerungs- dichte (Ew./km²) | Vorläuferkreise/-städte/-dörfer mit Eingemeindungsjahr | |
| Code mit Prüfziffer | lat. Transkription Übersetzung    | jap.     | 1. Januar 2023  | 1. Februar 2021 | 01.10.2015                     | Vorläuferkreise/-städte/-dörfer mit Eingemeindungsjahr | |
| ------------------- | --------------------------------- | -------- | --------------- | --------------- | ------------------------------ | ------------------------------------------------------ | --- |
| 34101-1             | Naka-ku („Bezirk Mitte“)          | 中区     | 15,32           | 142.330         | 136.640                        | 8919,06                                                | - Hiroshima-ku (1878–)/Hiroshima-shi (1889–) |
| 34102-9             | Higashi-ku („Bezirk Ost“)         | 東区     | 39,42           | 118.991         | 120.155                        | 3048,07                                                | - Hiroshima-ku (1878–)/Hiroshima-shi (1889–) - Aki-gun - Ushita-mura (1929) - Yaga-chō (1929) - Hesaka-mura (1955) - Nakayama-mura (1956) - Aki-chō (1974)               |
| 34103-7             | Minami-ku („Bezirk Süd“)          | 南区     | 26,46           | 144.013         | 142.728                        | 5394,1                                                 | - Hiroshima-ku (1878–)/Hiroshima-shi (1889–) - Aki-gun - Niho-mura (1929)                                                                                                |
| 34104-5             | Nishi-ku („Bezirk West“)          | 西区     | 35,61           | 190.492         | 190.929                        | 5361,67                                                | - Hiroshima-ku (1878–)/Hiroshima-shi (1889–) - Asa-gun - Misasa-chō (1929) - Saeki-gun - Furuta-mura (1929) - Kusatsu-chō (1929) - Koi-chō (1929) - Inokuchi-mura (1956) |
| 34105-3             | Asaminami-ku („Bezirk Asa-Süd“)   | 安佐南区 | 117,03          | 246.852         | 242.512                        | 2072,22                                                | - Asa-gun - Numata-chō (1971) - Gion-chō (1972) - Yasufuruichi-chō (1973) - Satō-chō (1973)                                                                              |
| 34106-1             | Asakita-ku („Bezirk Asa-Nord“)    | 安佐北区 | 353,33          | 138.232         | 145.018                        | 410,43                                                 | - Asa-gun - Kōyō-chō (1973) - Kabe-chō (1972) - Asa-chō (1971) - Takata-gun - Shiraki-chō (1973)                                                                         |
| 34107-0             | Aki-ku                            | 安芸区   | 94,08           | 77.480          | 79.353                         | 843,46                                                 | - Aki-gun - Senogawa-chō (1973) - Kumanoato-mura (1974) - Funakoshi-chō (1975) - Yano-chō (1975)                                                                         |
| 34108-8             | Saeki-ku                          | 佐伯区   | 225,43          | 139.631         | 136.699                        | 606,39                                                 | - Saeki-gun - Itsukaichi-chō (1985) - Yuki-chō (2005) |
| 34100-2             | Hiroshima-shi („Stadt Hiroshima“) | 広島市   | 906,69          | 1.198.021       | 1.194.034                      | 1316,93                                                | 1 Stadtkreis, Teile von 4 Landkreisen |

### Einwohnerentwicklung
| Jahr                                   | Bevölkerung |
| -------------------------------------- | ----------- |
| 2018                                   | 1.199.252*  |
| 2015                                   | 1.194.034   |
| 2010                                   | 1.173.843   |
| 2005                                   | 1.154.391   |
| 2000                                   | 1.126.239   |
| 1995                                   | 1.108.888   |
| 1990                                   | 1.085.705   |
| 1985                                   | 1.044.118   |
| 1980                                   | 899.399     |
| * Bevölkerungsstand am 1. Oktober 2018 |             |

### Präfekturpolitik

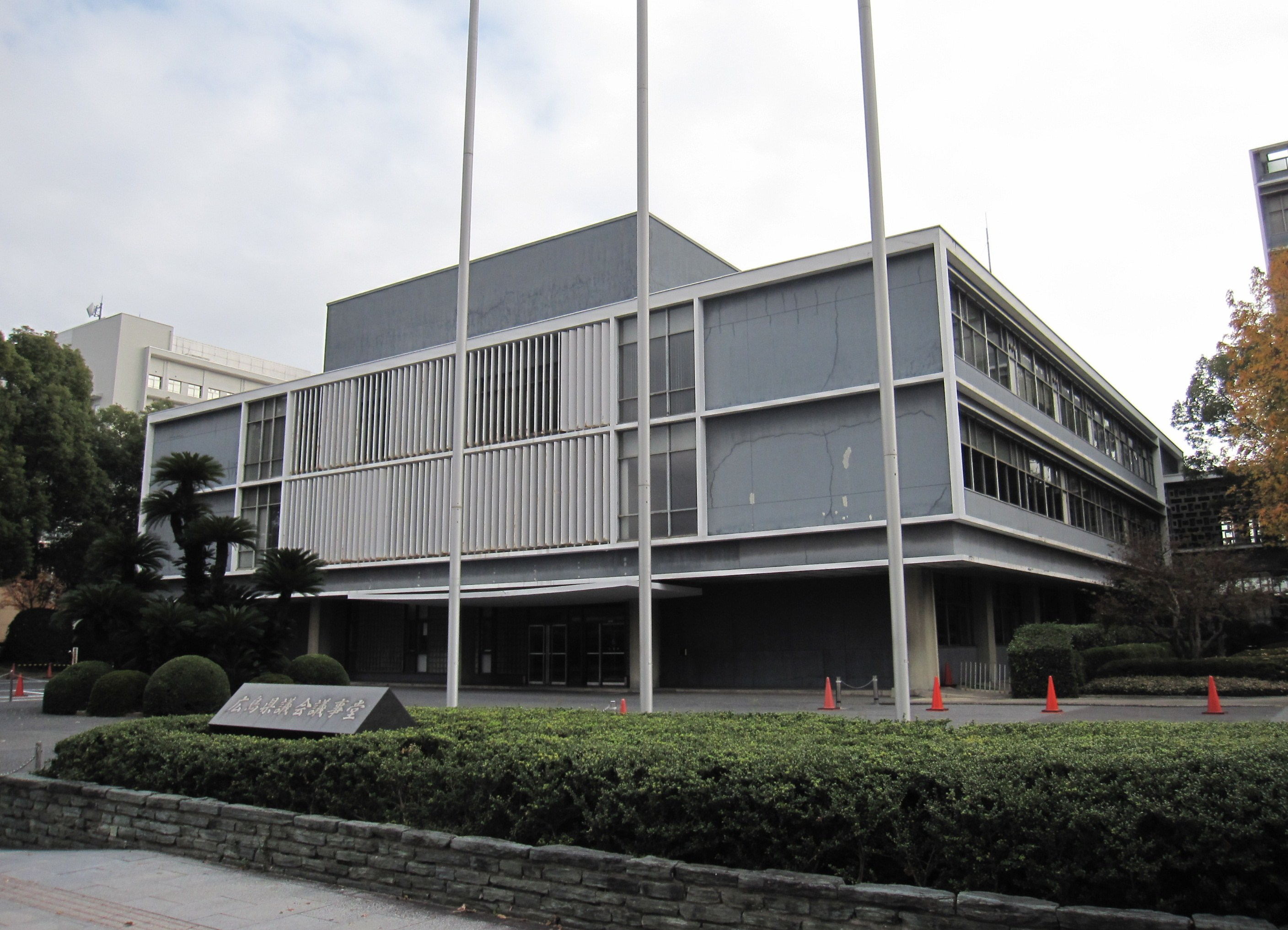
Das Gebäude des Präfekturparlaments Hiroshima im Gebäudekomplex der Präfekturverwaltung

Im 64-köpfigen Präfekturparlament von Hiroshima ist die Stadt Hiroshima mit insgesamt 26 Abgeordneten vertreten. Auch dabei fungieren die Stadtbezirke als Wahlkreise und wählen jeweils zwei bis fünf Abgeordnete. Bei der ebenfalls als Teil der einheitlichen Wahlen durchgeführten Präfekturparlamentswahl 2023 gab es in drei Wahlkreisen der Stadt Hiroshima (Higashi, Nishi, Saeki) keine Abstimmung.
Die Stadt Hiroshima ist seit der Gründung Sitz der Präfekturverwaltung von Hiroshima (Hiroshima-kenchō). Der Gebäudekomplex der Präfekturverwaltung befindet sich im Motomachi im Bezirk Mitte.

### Nationalpolitik
Bei Wahlen zum nationalen Abgeordnetenhaus erstreckt sich die Stadt seit der Wahl 2024 in die Wahlkreise 1 bis 3 der Präfektur Hiroshima. Den Wahlkreis 1 hält seit der Einführung der Einmandatswahlkreise 1996 auch nach dem Neuzuschnitt durchgehend der Liberaldemokrat Fumio Kishida. Den Wahlkreis 2 hält Hiroshi Haraguchi, ebenfalls Liberaldemokrat, den Wahlkreis 3 Tetsuo Saitō vom nationalen Koalitionspartner Kōmeitō.
In Hiroshima befinden sich einige Außenstellen von Ministerien der Zentralregierung mit Zuständigkeit für die Region Chūgoku. Auch der Gerichtsbezirk des Obergerichts Hiroshima mit Hauptsitz im Bezirk Naka umfasst ganz Chūgoku.
Die Stadt Hiroshima war die erste Gebietskörperschaft Japans, in der ein Referendum nach Artikel 95 der Verfassung von 1947 stattfand, der für Gesetze, die nur für eine bestimmte Gebietskörperschaft gelten, die Zustimmung der Wahlberechtigten fordert: Im Juli 1949 stimmten die Bürger Hiroshimas über das Hiroshima heiwa kinen toshi kensetsu-hō (広島平和記念都市建設法, „Baugesetz für die Friedensgedenkstadt Hiroshima“) ab, das die Grundlage für die Einrichtung des Friedensdenkmals bildete. Das Gesetz fand eine klare Mehrheit unter den Bürgern und trat noch im selben Jahr in Kraft.

## Verkehr
Hiroshima ist seit dem 10. März 1975 an den San’yō-Shinkansen (Schnellfahrstrecke, Bahnhof Hiroshima) angeschlossen. Der Flughafen Hiroshima befindet sich seit 1993 ca. 50 km östlich der Stadt, der alte ist unter dem Namen Hiroshima-Nishi weiterhin für Regionalflüge in Betrieb. Hiroshima hat auch Anschluss an die Chugoku- und die Sanyō-Autobahn sowie die Nationalstraße 2, die das Stadtgebiet von Ost nach West durchquert. Vom Hafen bestehen zahlreiche Fährverbindungen zu den Inseln in der Seto-Inlandsee und nach Shikoku.
Hiroshima hat mit der Straßenbahn Hiroshima mit neun Linien, die sich auf die Innenstadt beschränken, das größte Straßenbahnnetz Japans. Eine Überlandlinie führt nach Miyajima-guchi, von wo eine Fährverbindung zur Insel Miyajima besteht. In den 1980er Jahren wurden zwei Straßenbahnwagen des Typs GT8 aus Dortmund gekauft, einer davon ist heute noch als Museums- und Sonderwagen mit Vollwerbung für König Pilsener im Einsatz. Sechs Busgesellschaften betreiben zahlreiche Verbindungen – vor allem in die Vororte – und die JR deckt den Eisenbahn-Regionalverkehr ab. Zwei moderne ÖPNV-Systeme gibt es auch – die Astram und die Einschienenbahn Hiroshima – allerdings tragen die Straßenbahnen, Mopeds, Motorräder, Eisenbahnen und Busse die Verkehrshauptlast.

## Persönlichkeiten
Die aus Hiroshima stammende Schülerin Sadako Sasaki (1943–1955) kämpfte bis zu ihrem Tod mit dem Falten von Origami-Kranichen gegen ihre Leukämie-Erkrankung, die durch die freigewordene Strahlung nach dem Atombombenabwurf verursacht wurde. Aufgrund der weltweiten Anteilnahme an ihrem Schicksal wurden Papierkraniche zu einem Symbol der internationalen Friedensbewegung und des Widerstandes gegen den Atomkrieg.
Hara Tamiki wurde am 15. November 1905 in Hiroshima geboren. Nach einem Anglistikstudium in Tokio arbeitete er als Englischlehrer, war daneben aber auch literarisch tätig. Das beherrschende Thema seiner Werke ist bereits damals der Tod, doch noch mit dem „schönen Tod“ kokettierend. 1944 starb seine Frau, worauf er in seine Heimatstadt Hiroshima zurückkehrte. Dort erlebte er den Atombombenabwurf am 6. August 1945. Von da an stand sein Schaffen unter dem Motto: „Lebe nicht um deiner selbst willen! Lebe, um die Toten zu beklagen!“ Besonders bekannt ist er für seine Erzählung Natsu no hana (1949; dt. Sommerblumen, in: Seit jenem Tag, Hg. Ito Narihiko 1984). Sie gehört zu den besten Stücken der japanischen Kriegsliteratur und übte starken Einfluss auf die japanische Friedensbewegung aus. Aus Verzweiflung über den Ausbruch des Koreakriegs warf er sich am 13. März 1951 in Musashino vor einen Zug.
Seit 1939 lebte und wirkte der deutsche Jesuitenpater Hugo Makibi Enomiya-Lassalle, einer der bedeutendsten Vermittler zwischen Christentum und Buddhismus, in Hiroshima.
Aus Hiroshima stammt auch der bedeutende japanische Komponist Toshio Hosokawa (geboren am 23. Oktober 1955), der mit seiner Sinfonie Memory of the Sea den Selbstheilungskräften seiner Geburtsstadt ein eindrucksvolles Klang-Denkmal setzte. Auch die Mitglieder der Girlband Perfume kommen aus Hiroshima.

## Sehenswürdigkeiten
Da die Stadt selbst bei dem Atombombenabwurf größtenteils zerstört wurde, sind nur wenige historische Sehenswürdigkeiten vorhanden. Dazu zählt der Fudō-in-Tempel.
In der Stadtmitte befindet sich der 12 Hektar große Friedenspark Hiroshima. 
Das Friedensdenkmal in Hiroshima, die Ruine des ehemaligen Gebäudes der Industrie- und Handelskammer von Jan Letzel, ist als Mahnmal im Zustand unmittelbar nach dem Atombombenabwurf konserviert worden. Auf der anderen Seite des Flusses Ōta befindet sich das Friedensmuseum Hiroshima. 1970 wurde auch ein Denkmal für die koreanischen Opfer des Atombombenabwurfes auf Hiroshima errichtet.
In der Nähe des Zentrums befindet sich der Shukkei-en, ein im 17. Jahrhundert angelegter japanischer Garten mit Teichanlage. In den Hiroshima umsäumenden Bergen liegt in einem kleinen Tal der Mitaki-dera-Tempel mit Moosgärten und verschiedenen Kloster- und Tempelanlagen.
Die „Karpfenburg“ wurde 1958 wieder im alten Stil aufgebaut. Südlich der Burg befindet sich das 1978 eröffnete Hiroshima Museum of Art mit seiner Sammlung europäischer und japanischer Kunst des 19. und 20. Jahrhunderts.
Im Hijiyama-Park befindet sich das 1989 eröffnete Städtische Museum für zeitgenössische Kunst mit einer Sammlung von 1.400 Bildern und Skulpturen nationaler wie internationaler zeitgenössischer Künstler.
Die zwischen 1950 und 1954 auf Initiative des deutsch-japanischen Jesuitenpaters Hugo M. Enomiya-Lassalle errichtete Weltfriedenskirche im Stadtteil Nobori-chō birgt Kunstwerke zeitgenössischer deutscher Künstler sowie eine Vielzahl von gespendeten Gebrauchs- und Einrichtungsgegenständen deutscher Persönlichkeiten und Firmen. Seit 1960 untersteht sie nicht mehr dem Jesuiten-Orden, sondern ist Sitz des katholischen Bischofs von Hiroshima.

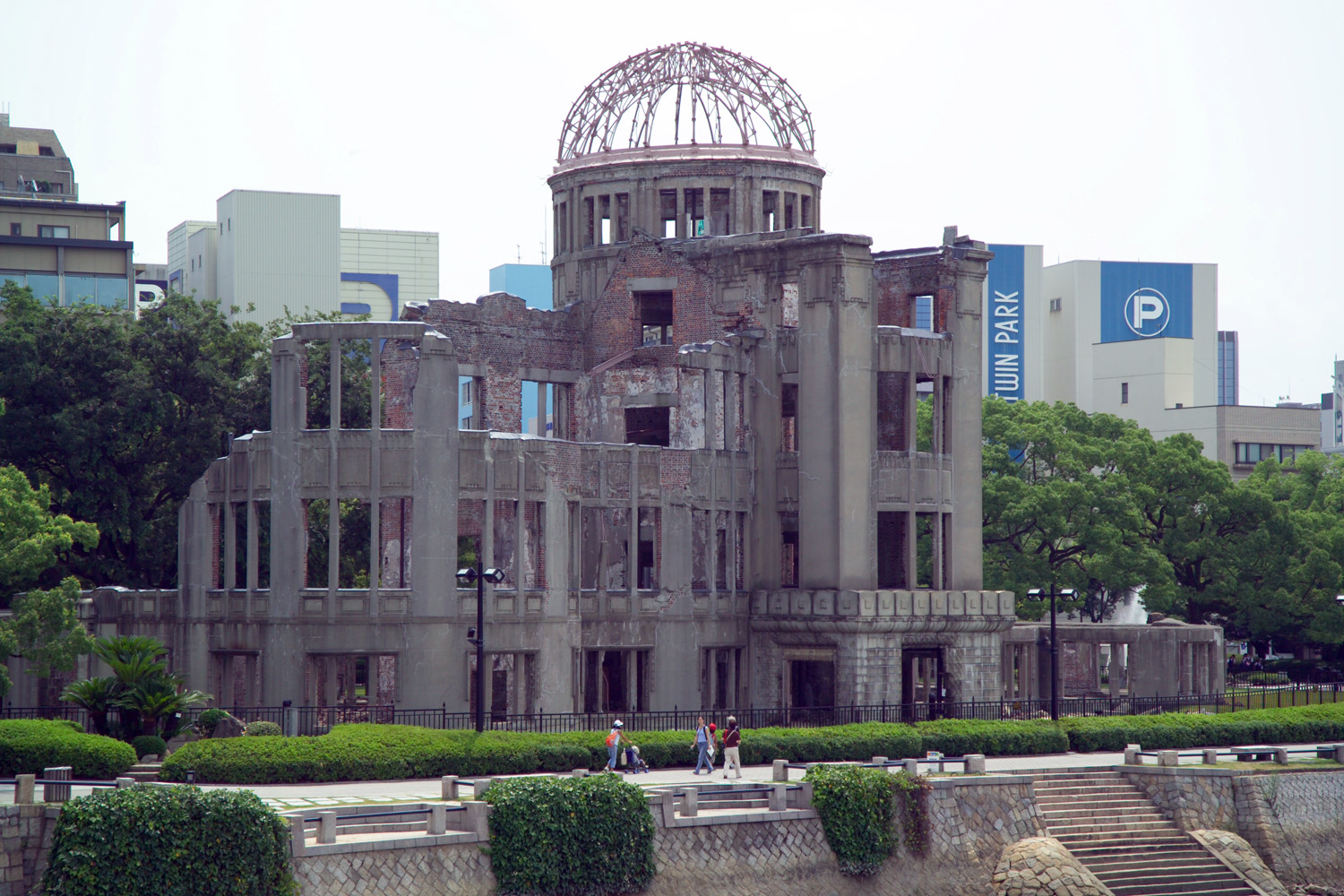
Das Friedensdenkmal (Atombombenkuppel)
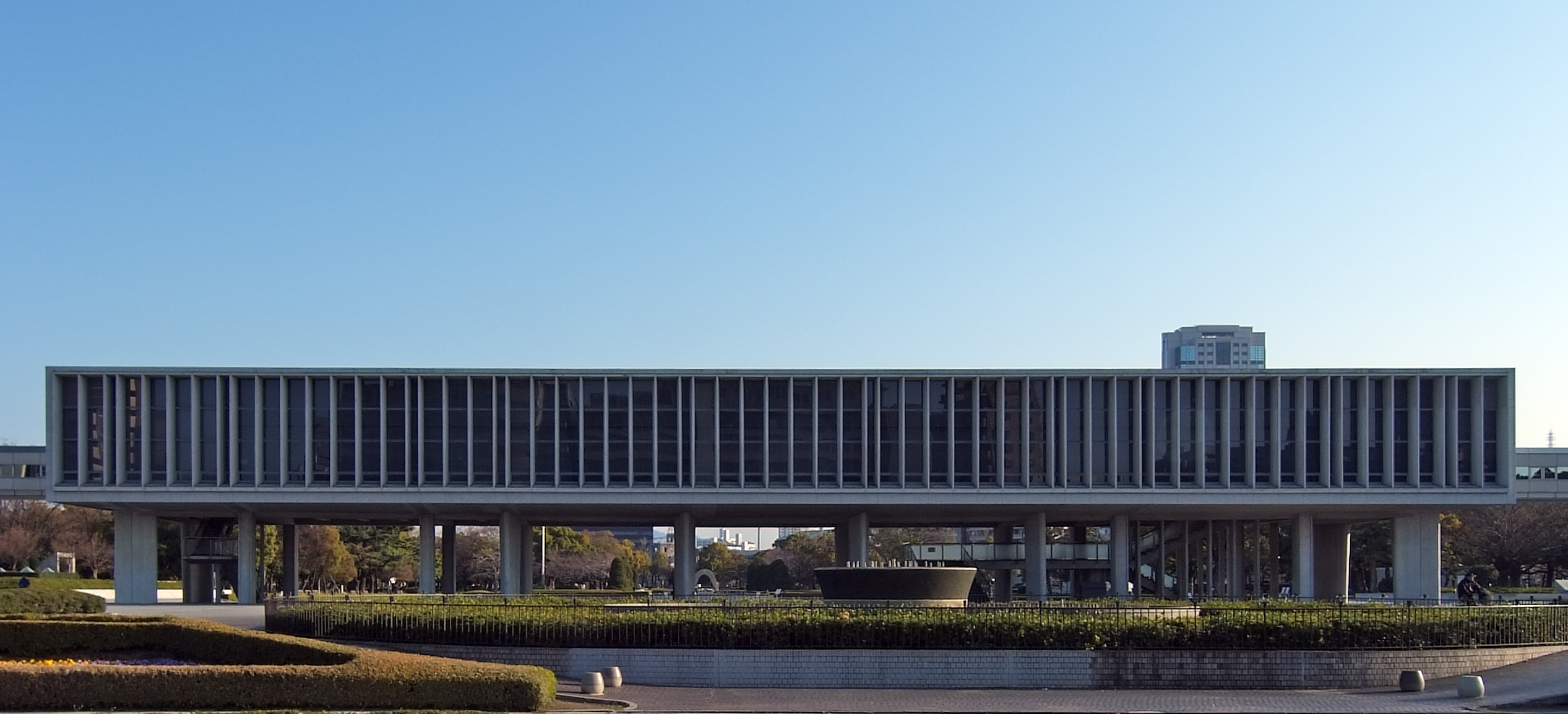
Friedensmuseum
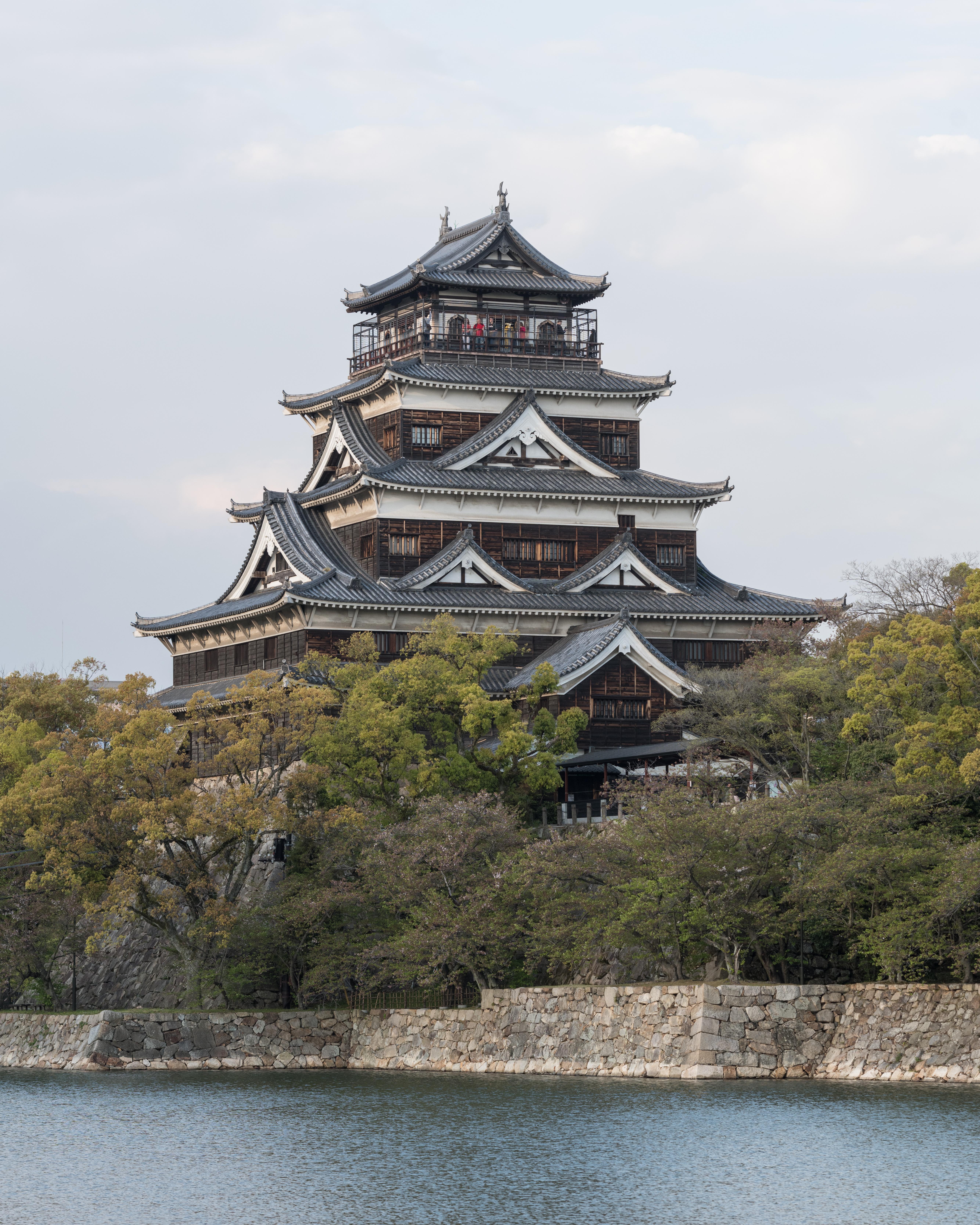
Rekonstruierte Burg Hiroshima. Heute ist in der Burg ein Museum eingerichtet
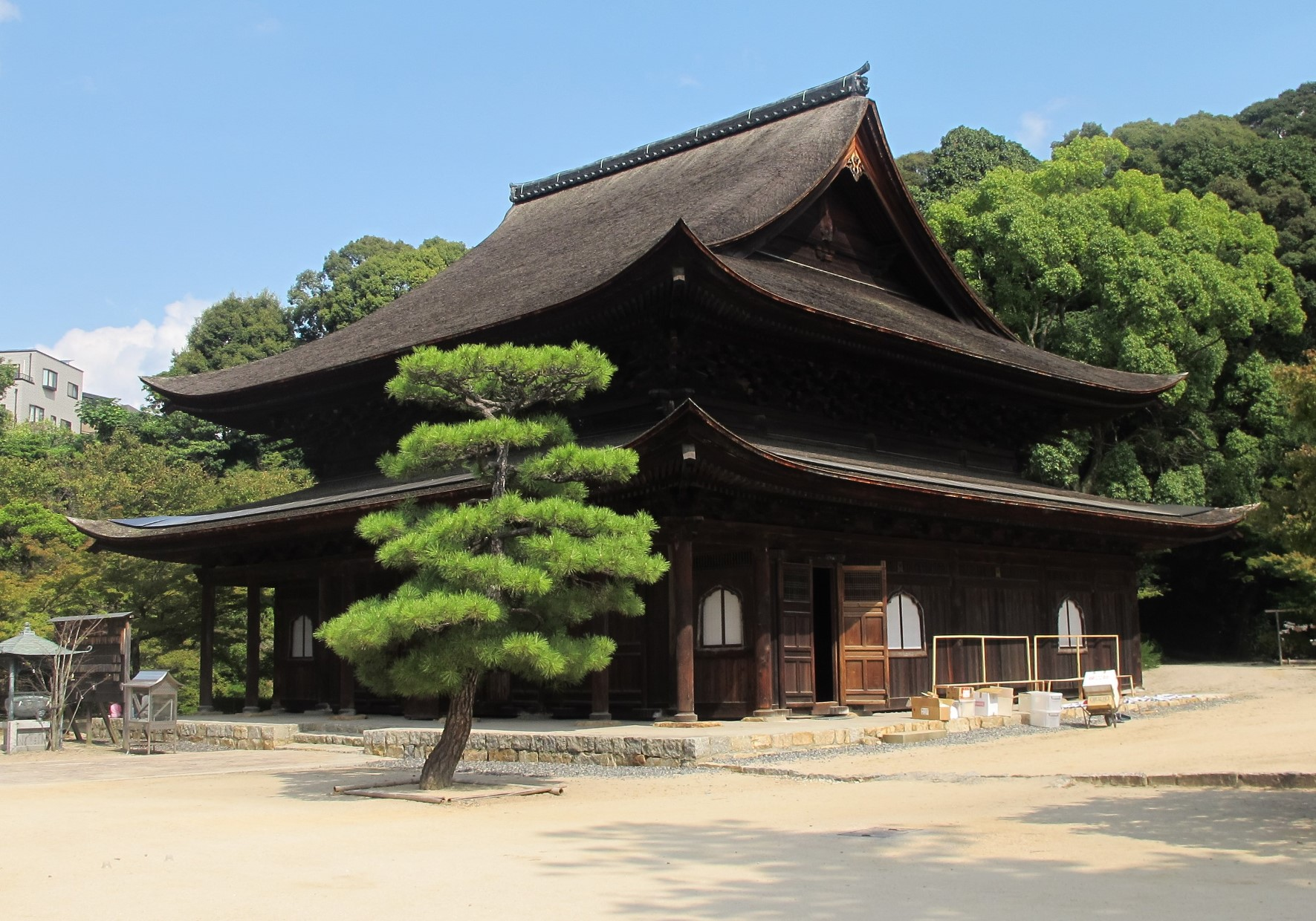
Haupthalle des Fudō-in-Tempels
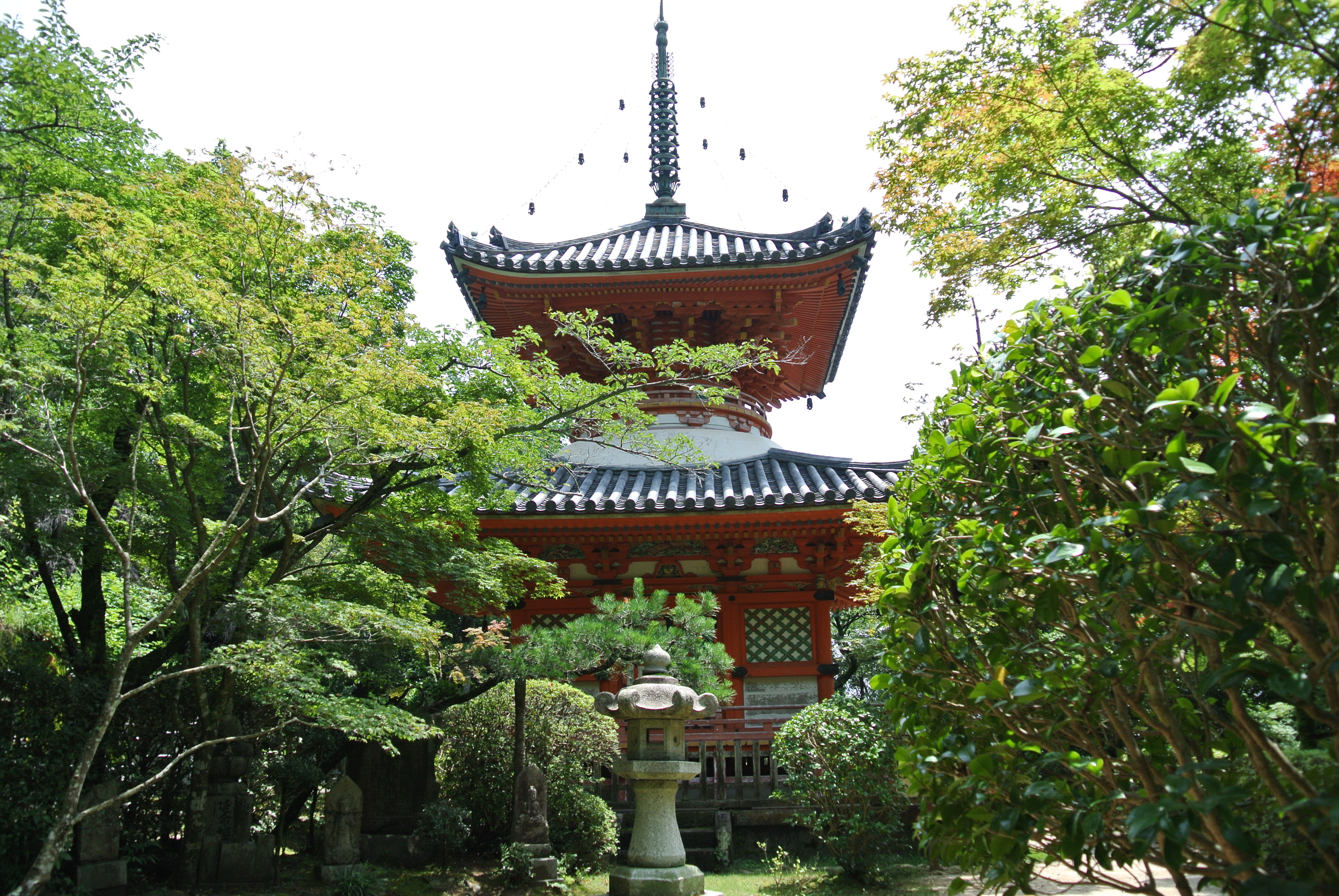
Mitaki-dera-Tempel
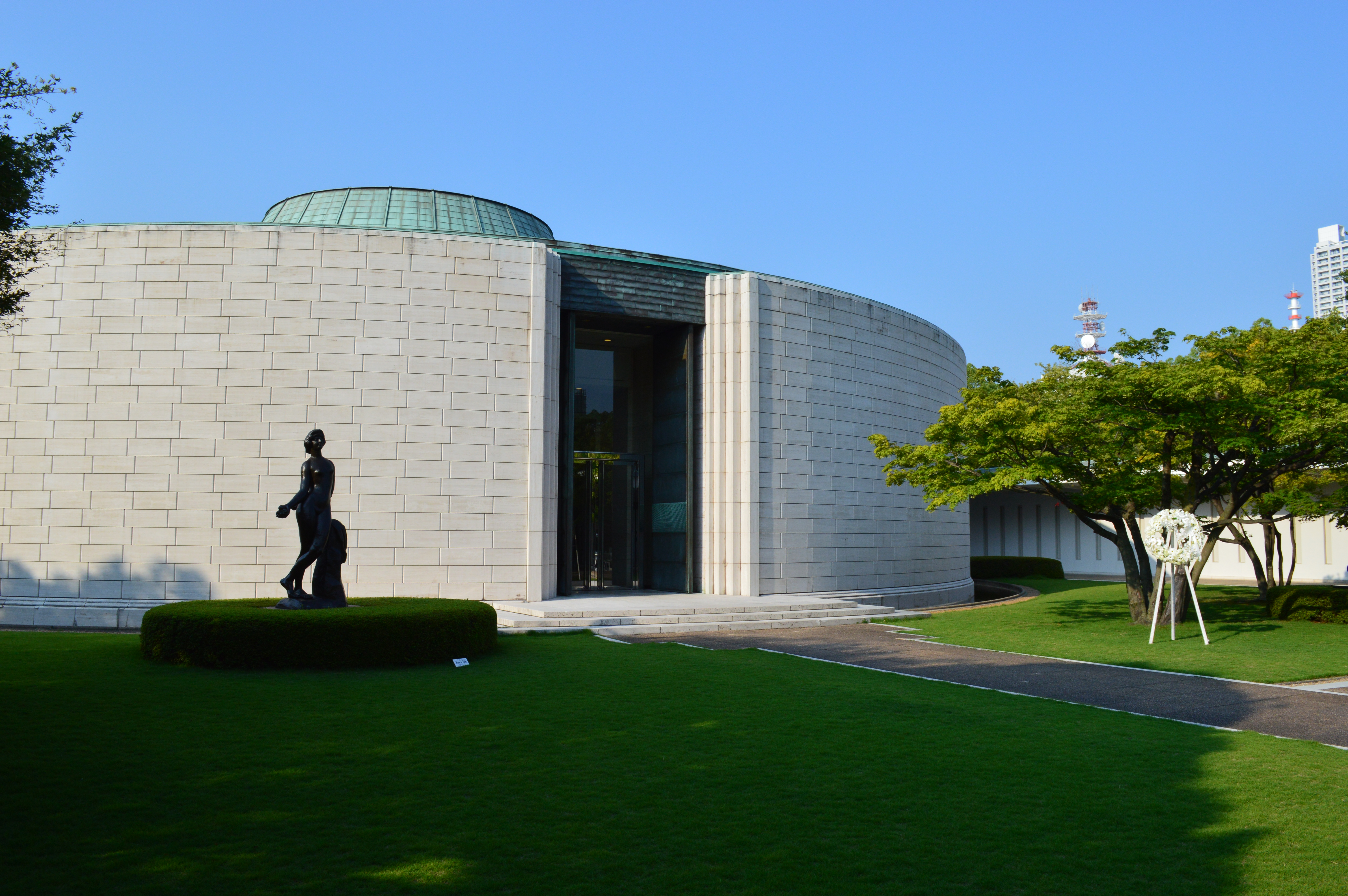
Hiroshima Museum of Art
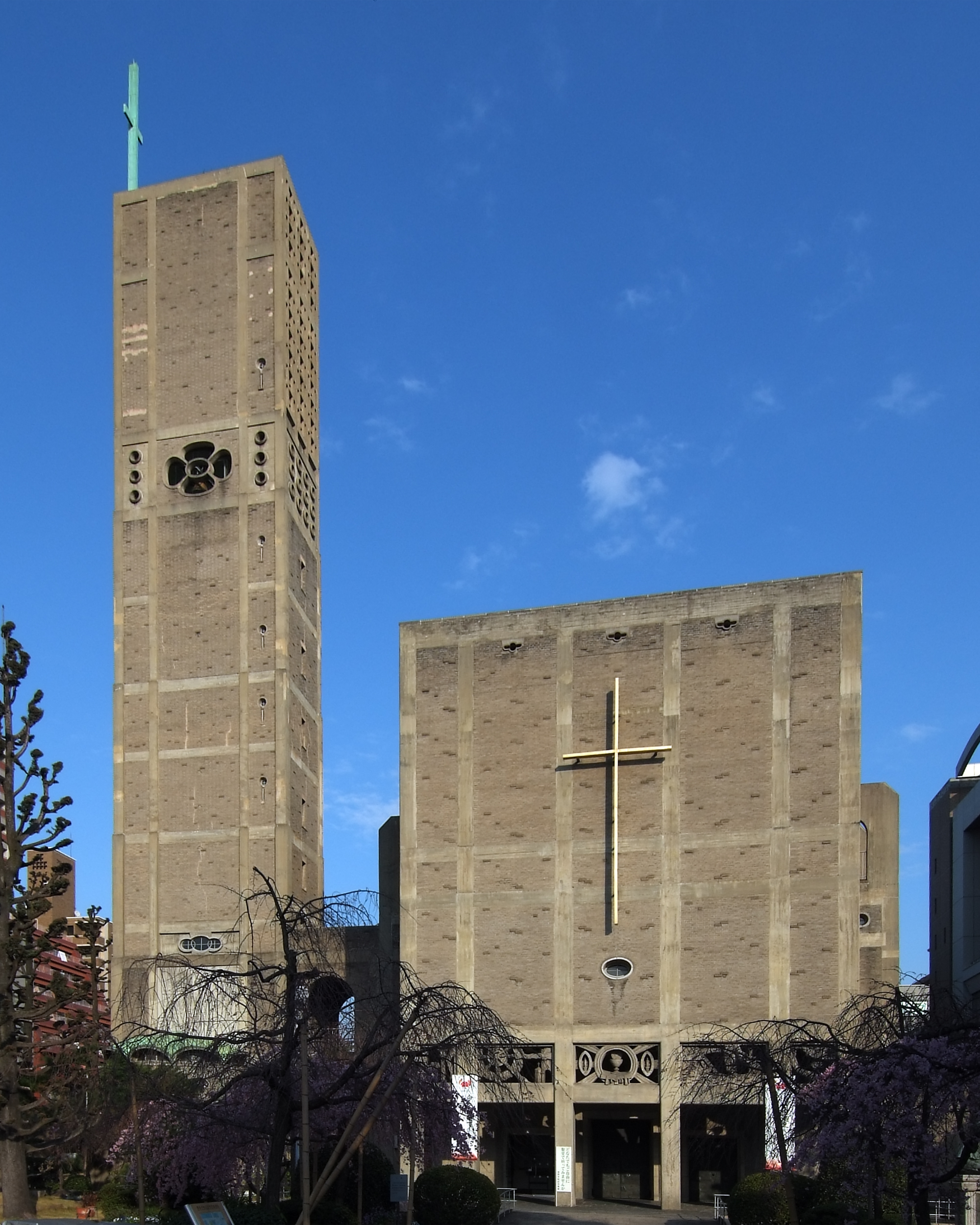
Weltfriedenskirche
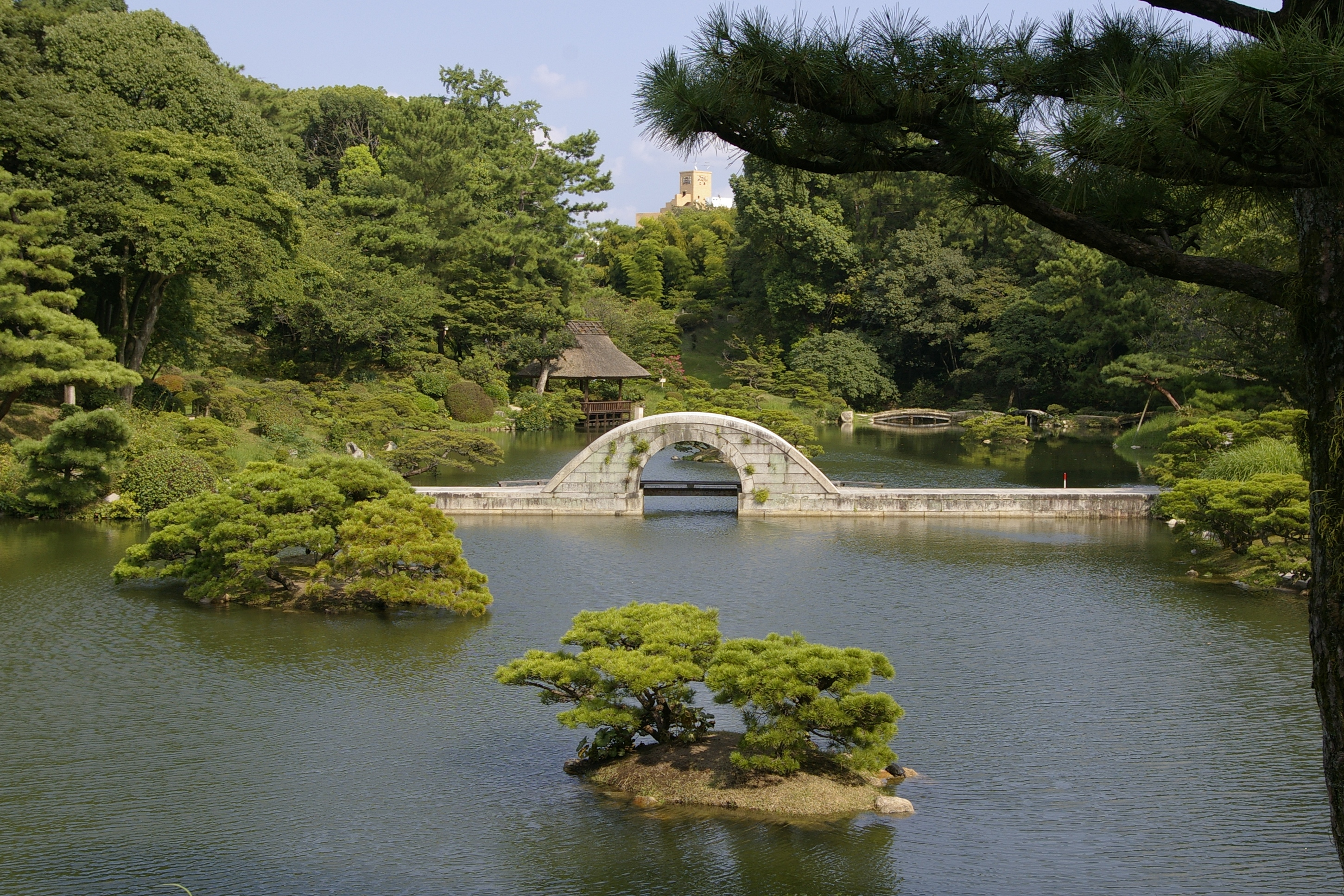
Brücke Kokō-kyō im Wandelgarten Shukkei-en
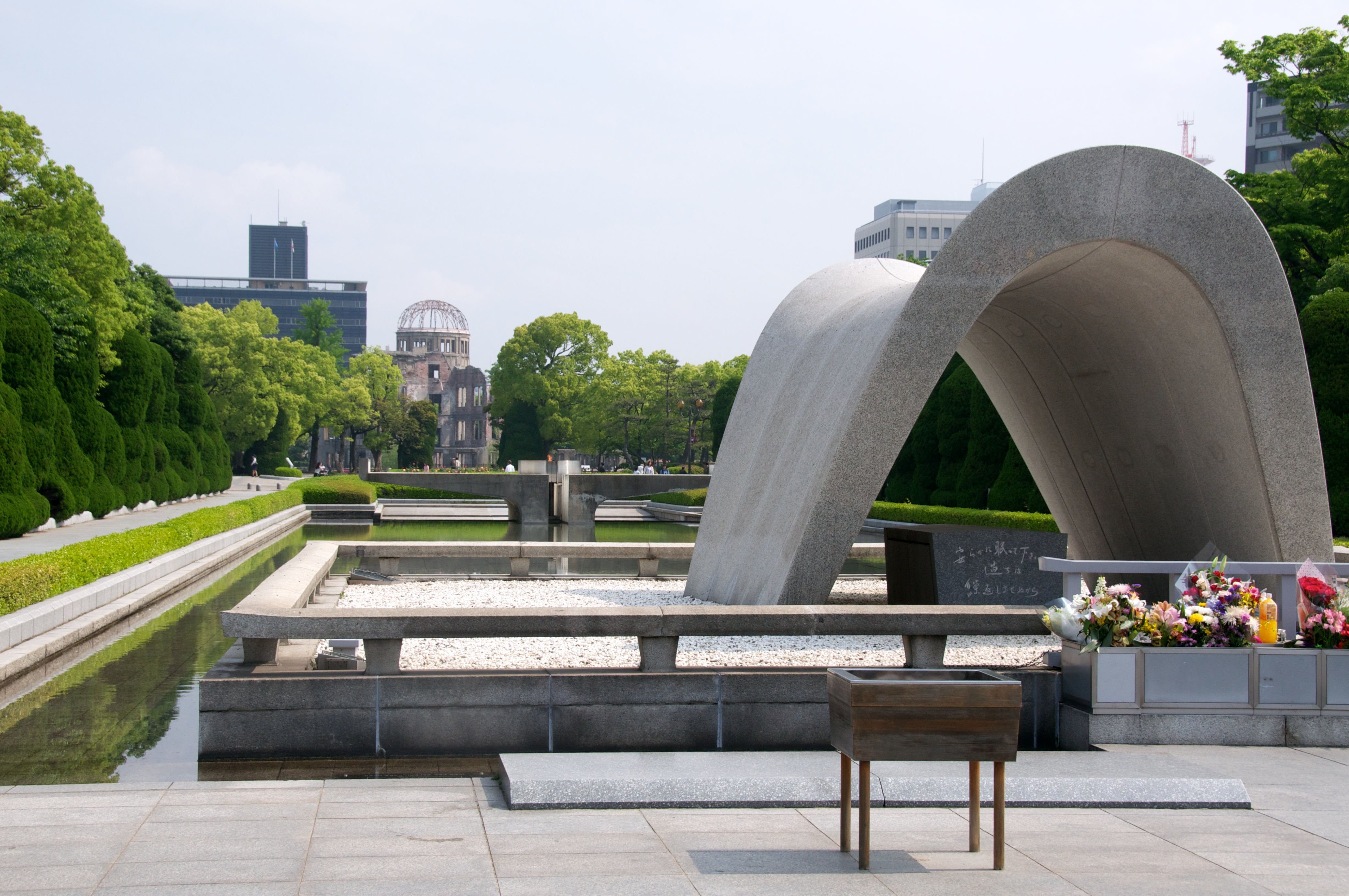
Kenotaph im Friedenspark
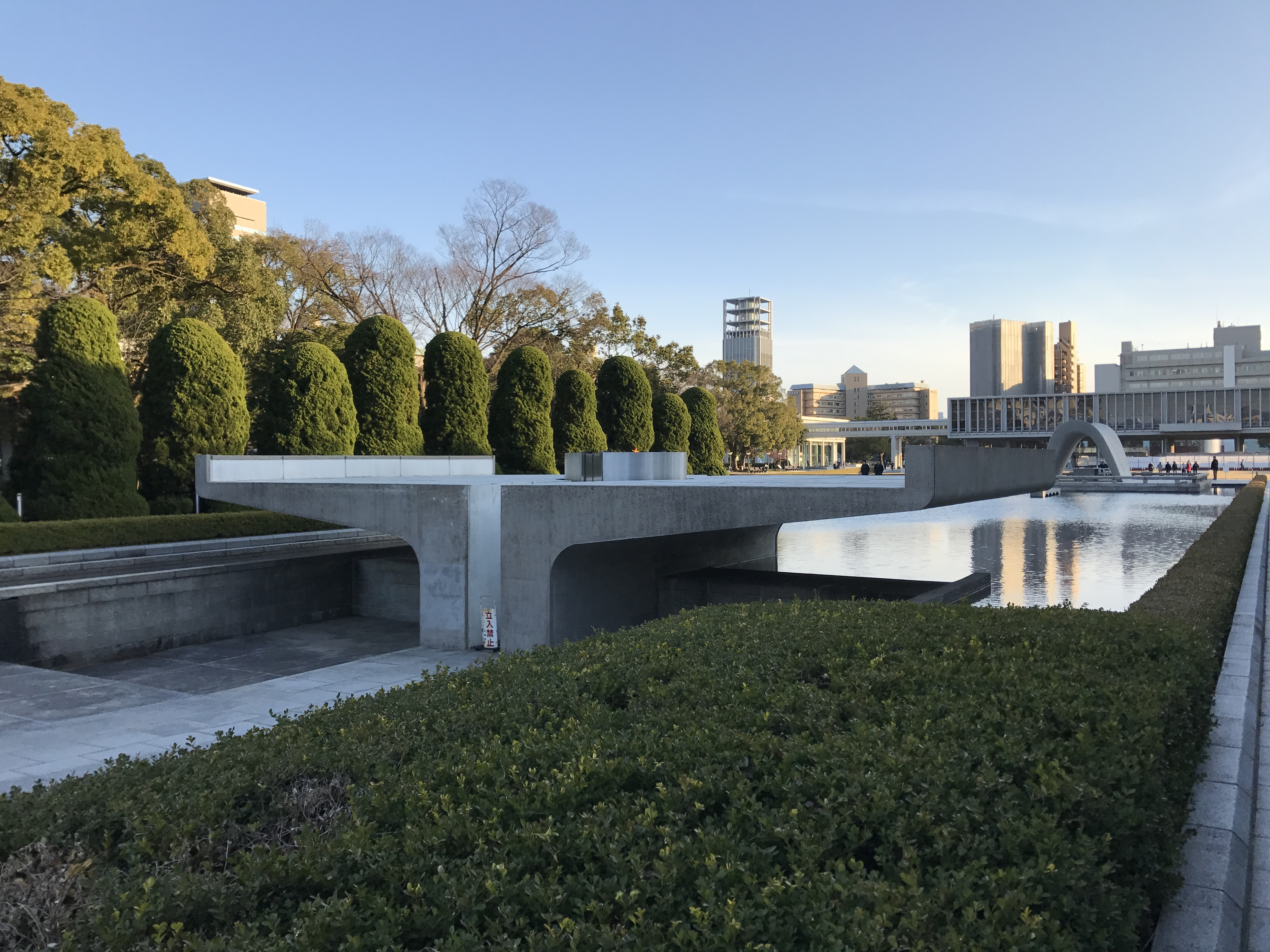
Flamme des Friedens
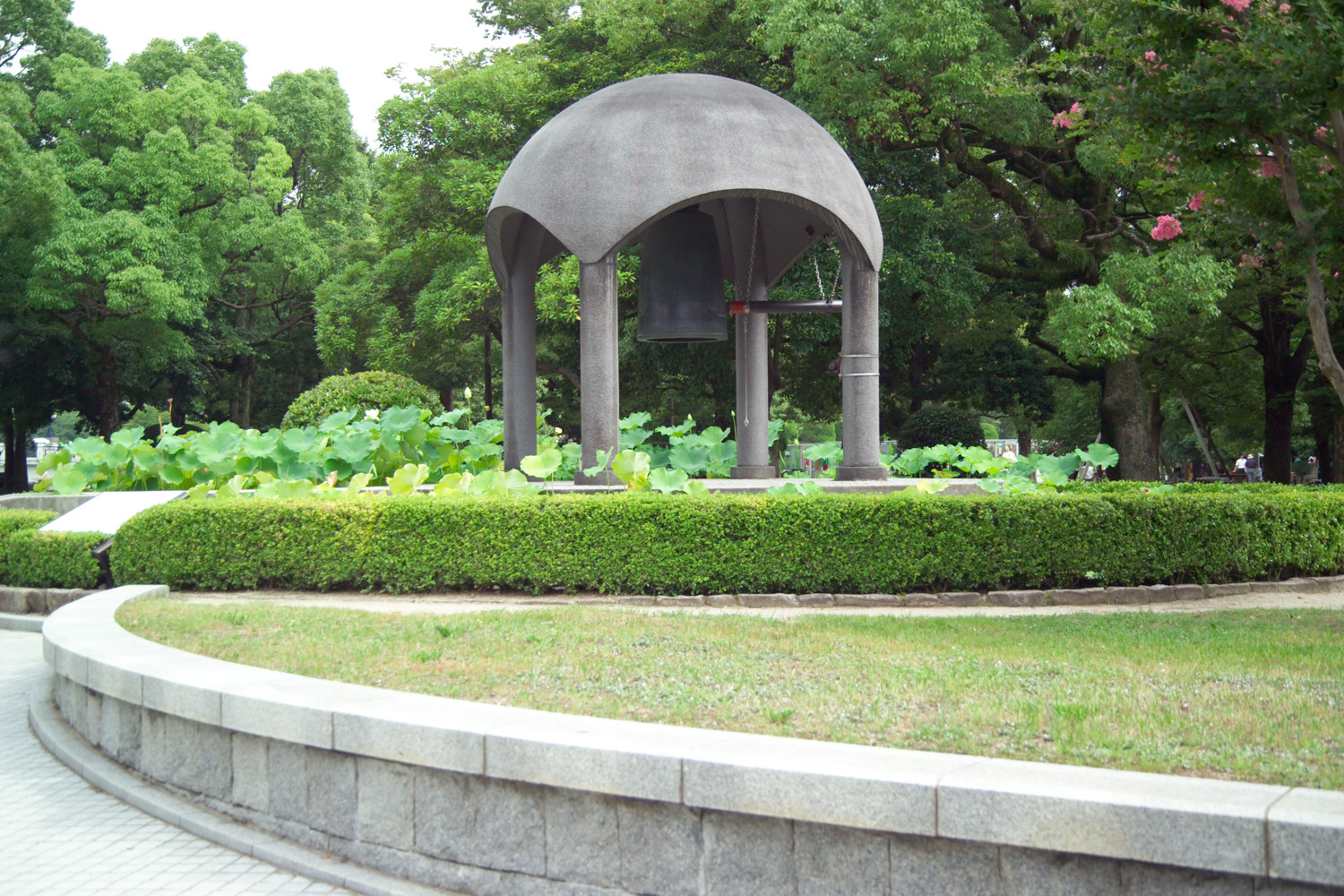
Friedensglocke
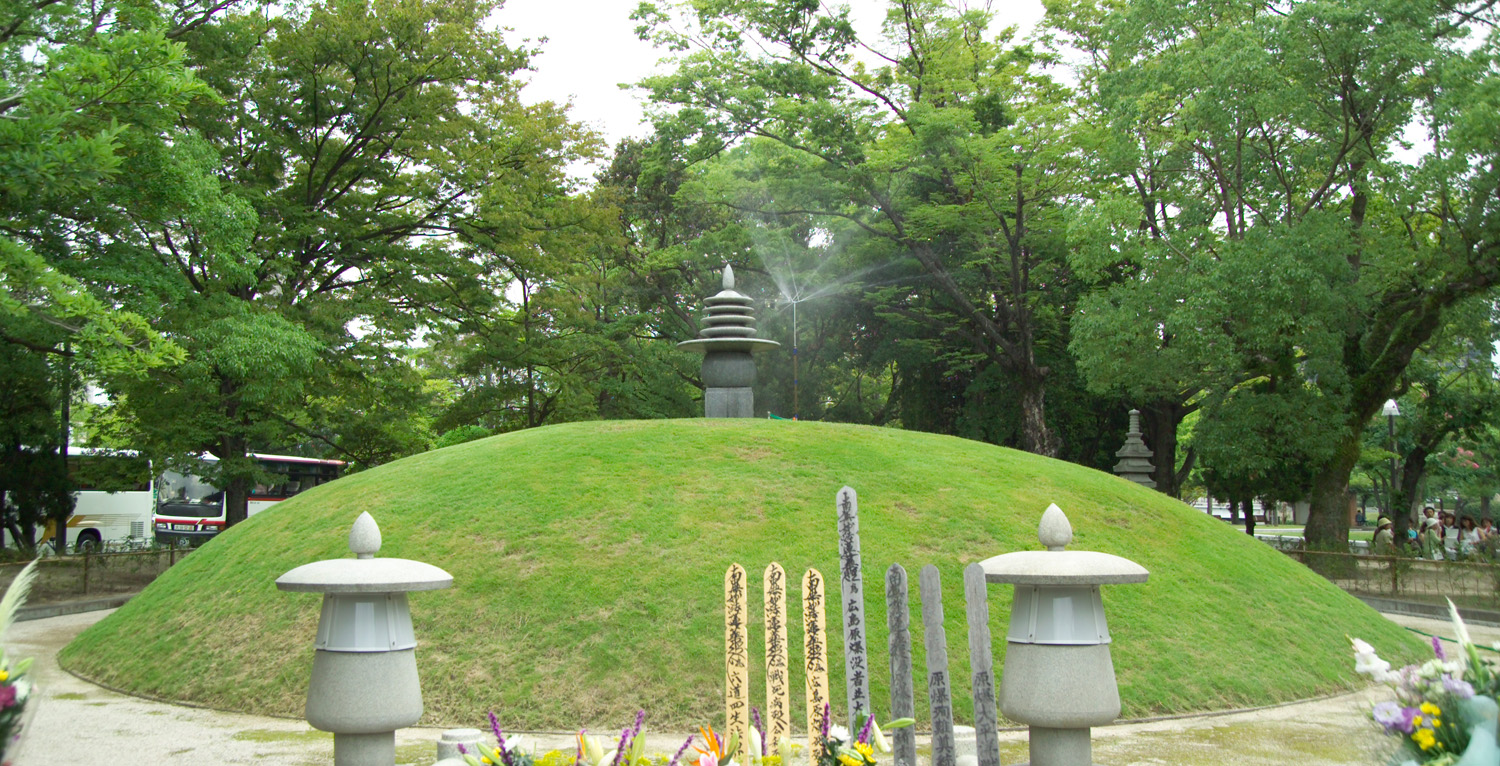
Atombomben-Hügel-Denkmal
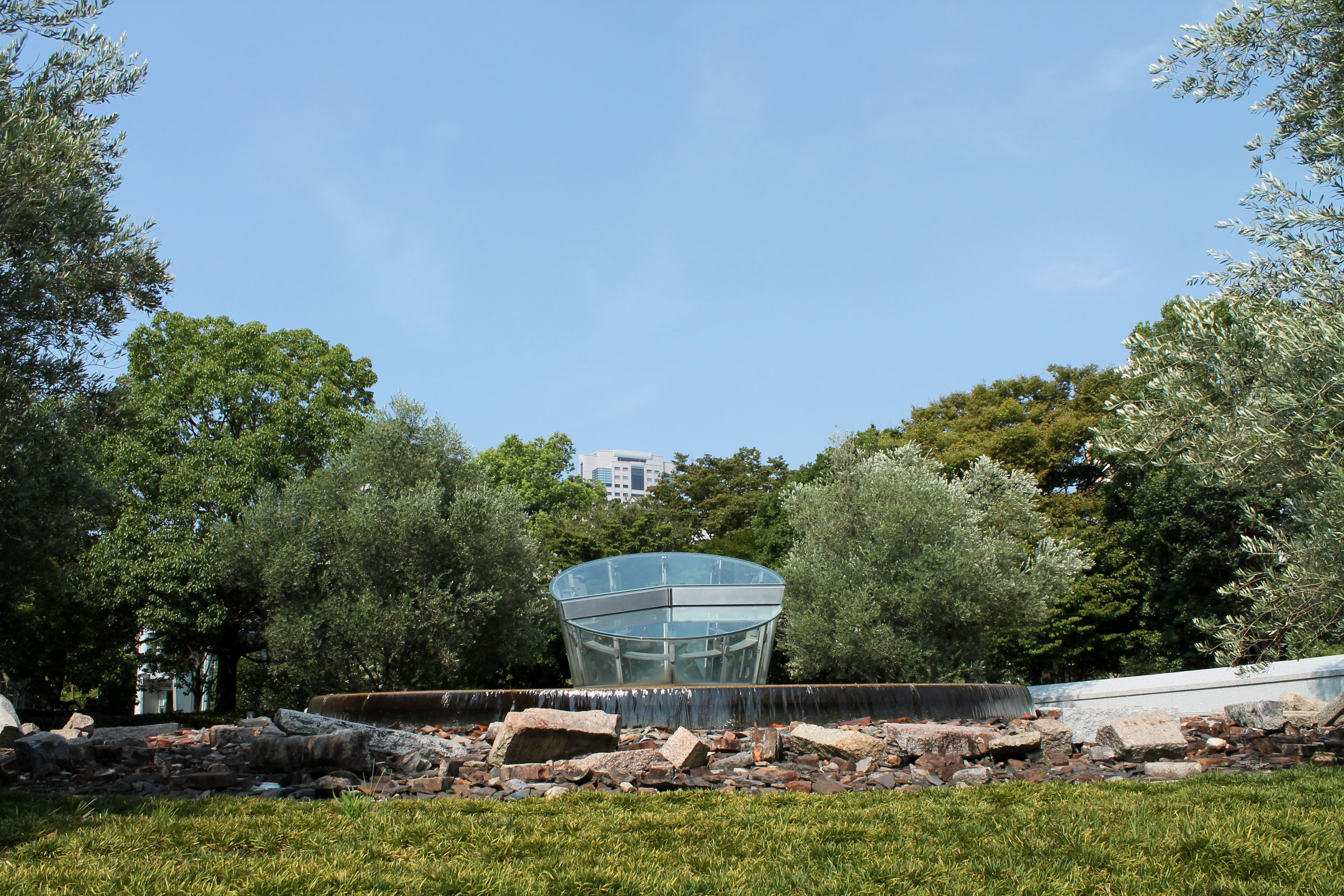
Nationale Friedensgedenkhalle für die Atombombenopfer
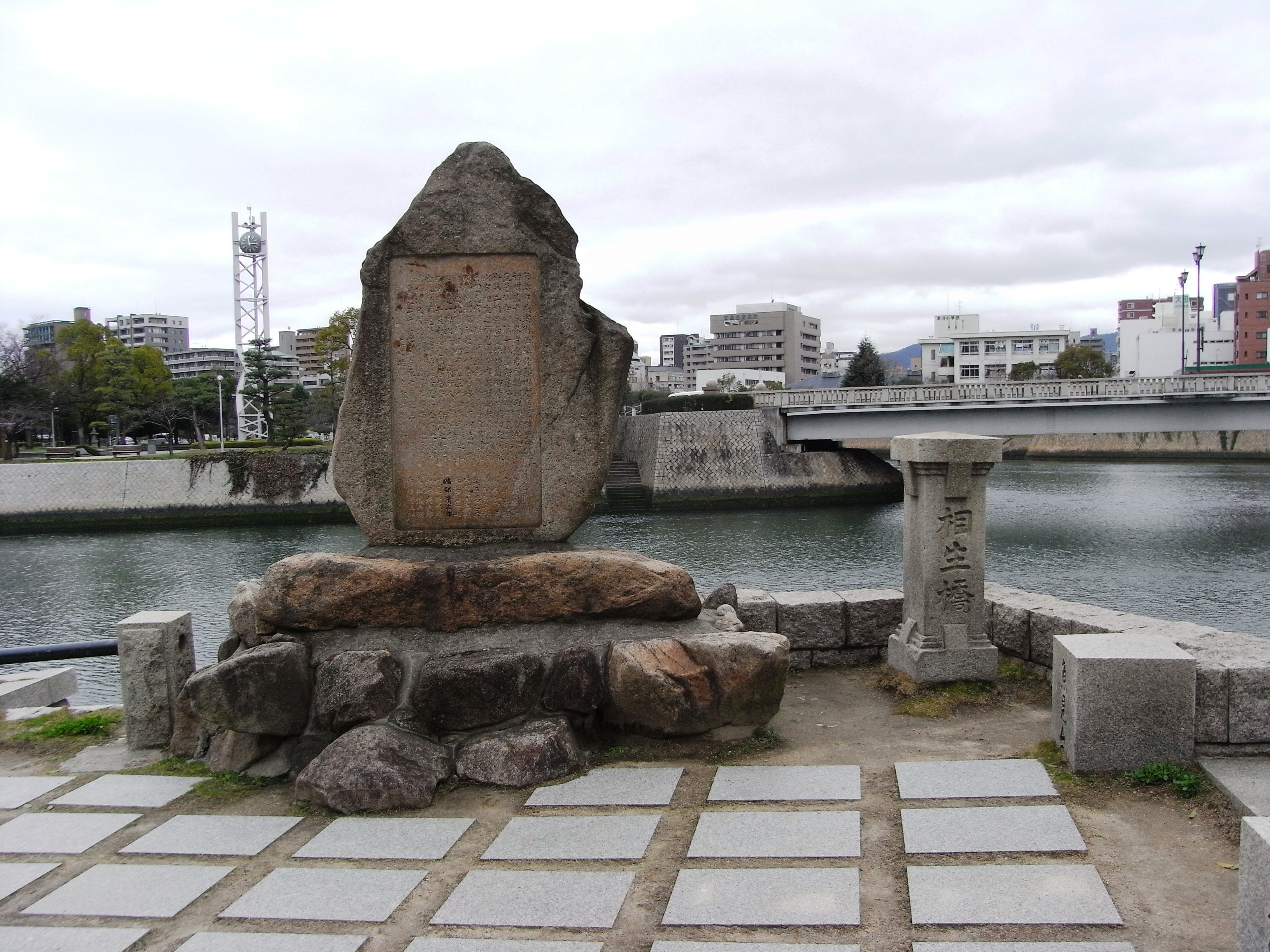
Monument für die alte Aioi-Brücke

## Kulinarische Spezialitäten
Okonomiyaki ist eine Art Crêpe, auf der in feine Streifen geschnittener Kohl und Fleisch oder Meeresfrüchte gegart werden. In Hiroshima werden die Zutaten im Gegensatz zur Kansai-Region geschichtet, außerdem auch Nudeln verwendet.

## Bildung
Staatliche Hochschulen:
- (Nationale) Universität Hiroshima (Kasumi-Campus, Hauptcampus in Higashihiroshima)
- Präfekturuniversität Hiroshima
- Städtische Universität Hiroshima

Private Hochschulen:
- Elisabeth-Musikhochschule (englisch Elisabeth University of Music)
- Hijiyama-Universität (englisch Hijiyama University)
- Wirtschaftshochschule Hiroshima (englisch Hiroshima University of Economics)
- Technische Hochschule Hiroshima (englisch Hiroshima Institute of Technology)
- Hiroshima Kokusai Gakuin Daigaku (Hiroshima Kokusai Gakuin University)
- Shūdō-Universität Hiroshima (englisch Hiroshima Shudo University)
- Jogakuin-Universität Hiroshima (englisch Hiroshima Jogakuin University)
- Hiroshima Toshi Gakuen Daigaku (englisch Hiroshima Cosmopolitan University)
- Bunkyō-Frauenuniversität Hiroshima (englisch Hiroshima Bunkyo Women’s University)
- Yasuda-Frauenuniversität Hiroshima (englisch Yasuda Women’s University)

## Sport
- Baseball: Hiroshima ist die Heimat des Baseballvereins Hiroshima Tōyō Carp aus der Central League, dessen Spiele im Mazda Stadium ausgetragen werden.
- Fußball: Hiroshima ist die Heimat des Fußballvereins Sanfrecce Hiroshima aus der J. League, dessen Spiele seit 2024 im Edion Peace Wing Hiroshima (zuvor im Hiroshima Big Arch, Spitzname des Leichtathletikstadions im Regionalpark Hiroshima) ausgetragen werden.

Im Tennisstadion des Regionalparks Hiroshima (Hiroshima kōiki koen) im Bezirk Asa-Minami wird mit den Japan Women’s Open ein internationales Tennisturnier der WTA ausgetragen.

## Wirtschaft
Von 1920 bis 1931 befand sich der Hauptsitz der Firma Mazda in der Stadt Hiroshima, seit 1931 liegt er in Aki-Fuchū, heute ein von der Stadt umschlossener östlicher Vorort. Ebenfalls in der Präfektur Hiroshima befindet sich auch eines der beiden japanischen Werke. Dadurch entwickelte sich die Stadt zu einem Zentrum der Autoindustrie und der Zuliefererindustrie. Hiroshima verfügt über einen Export- und Fischereihafen und einen Flughafen. Auch im Schiffbau sind mehrere Unternehmen tätig.

## Städtepartnerschaften
- Chongqing (Volksrepublik China)[20]
- Daegu (Südkorea)[20]
- Nagasaki (Japan)[20]
- Hannover (Deutschland)[20]
- Honolulu (Vereinigte Staaten)[20]
- Montreal (Kanada)[20]
- Wolgograd (Russland)[20]